# Kostel svatého Václava (Břeclav)
Kostel svatého Václava v Břeclavi je římskokatolický farní kostel farnosti Břeclav. Moderní budova kostela z roku 1995 se nachází na náměstí v Břeclavi, na místě staršího barokního kostela z poloviny 18. století, který nahradil původní románský, později goticky přestavěný, kostel.

## Historie

### Původní kostel

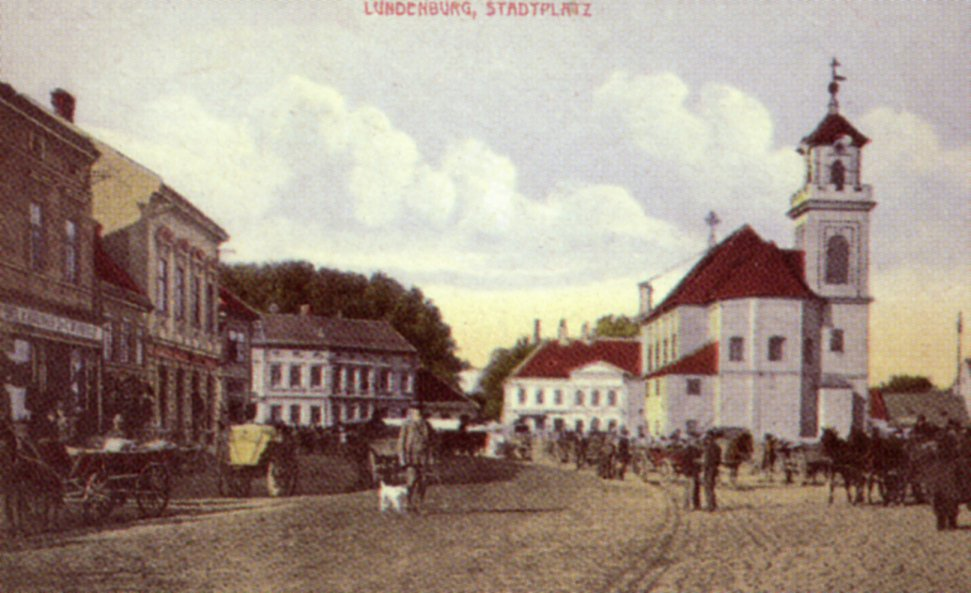
Náměstí s kostelem na začátku 20. století

Nejstarší kostel na území Břeclavi byl asi z 2. poloviny 9. století. Tento kostel byl součástí areálu velmožského dvorce. Nejstarší jeho popis je z roku 1673 a zní takto: byl kamenný, měl plochostropou loď a klenuté kněžiště. Hlavní oltář byl zasvěcen Panně Marii a boční oltáře sv. Filipovi, sv. Jakubovi a sv. Antonínu Paduánskému. Zbořen byl možná v roce 1736 (městečko by ovšem muselo být 20 let bez kostela).
S plánováním výstavby nového barokního kostela se začalo v roce 1730. První plán vypracoval Antonio Beduzzi, ale jeho návrh byl v roce 1735 nahrazen návrhem Antona Erharda Martinelliho. O stavbu nového kostela se zasloužili architekti i stavitelé Gaetano Matteo Pisoni, Ignaz Mödlhammer a Jan Kaša. Hlavní oltář byl zasvěcen sv. Václavovi. Levý boční oltář byl zasvěcen sv. Filipovi a sv. Jakubovi. Pravý boční oltář sv. Kříži (od roku 1901 Božskému Srdci Páně).
Při leteckém útoku na město 20. listopadu 1944 byl kostel poškozen zvenku i zevnitř; rekonstrukce byla nicméně realizovatelná. Na opravu se shromáždilo 1 327 000 Kč, místní komunisté nicméně nechali roku 1946 pozůstatky kostela odstranit. Farnost měla od roku 1945 pronajatý sklad cukrovaru, který si poté provizorně upravila pro liturgické účely; ale i tento objekt jí byl odňat v roce 1974. Nakonec se k liturgii užívala pouze nádražní novogotická kaple sv. Cyrila a Metoděje, postavená knížetem Aloisem z Liechtenštejna.

### Nový kostel
Nový kostel, který byl postaven skoro po 50 letech, se nachází na náměstí T. G. Masaryka na místě původního kostela. Soutěže o nový projekt kostela se zúčastnilo 14 architektů. Nakonec se rozhodovalo mezi třemi projekty: od Ludvíka Kolka, který navrhoval také kostel v Hustopečích, architektů Jiřího Adama a Martina Pánka, a architekta Kupky. Zvítězil návrh Ludvíka Kolka. Základní kámen nového kostela byl posvěcen papežem Janem Pavlem II. 22. dubna 1990 a samotná výstavba byla zahájena 1. září 1992 za velké pomoci brněnské firmy Moravostav a místních věřících. Kostel vysvětil Vojtěch Cikrle (biskup brněnský) dne 10. září 1995. Hlavní břeclavské náměstí dostalo tedy po několika letech novou dominantu.

## Popis kostela

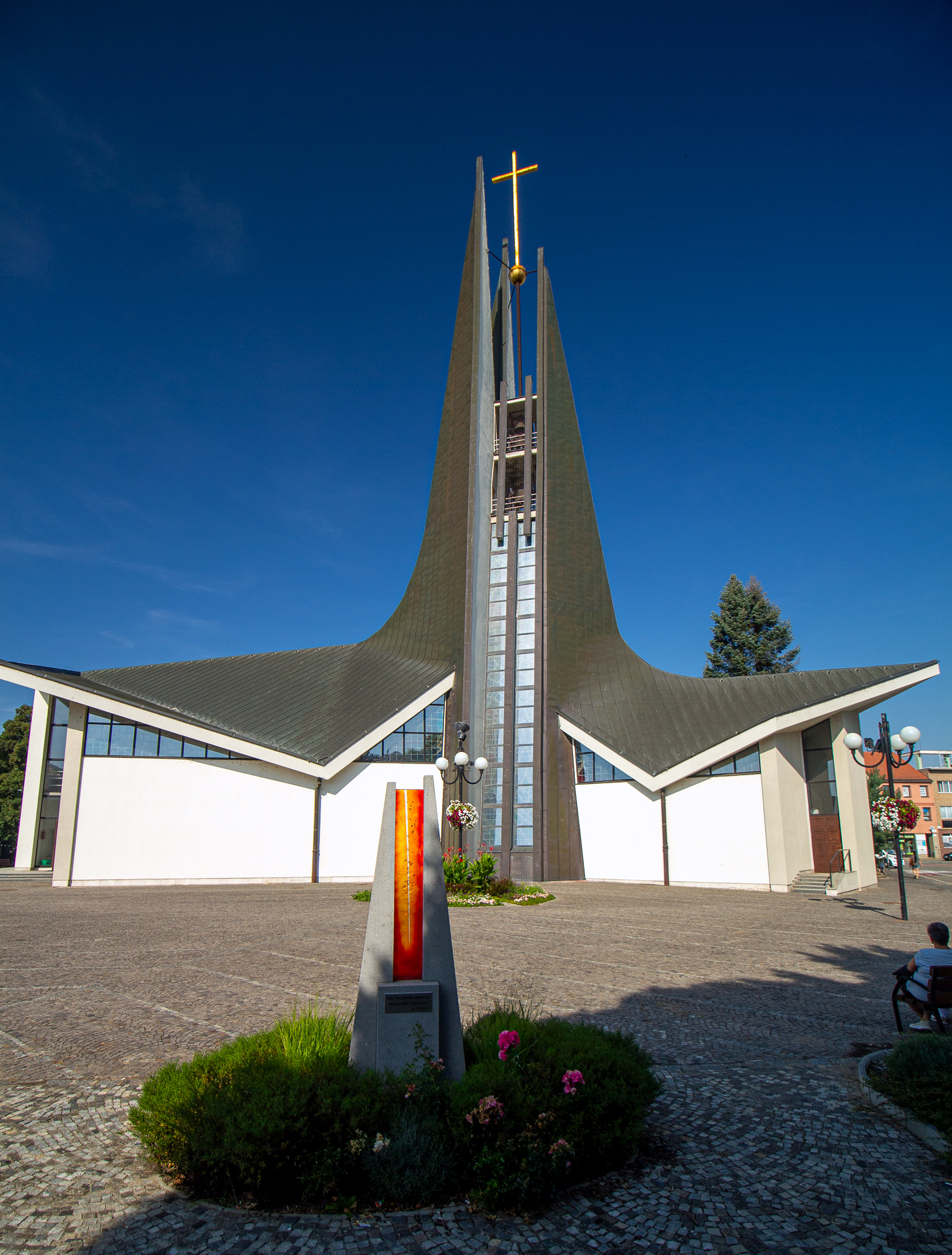
Kostel sv. Václava s obeliskem sv. Augustina

V trojdílné věži se nachází tři zvony. Toto trojvěží znázorňuje Nejsvětější Trojici a pohledem z města připomíná sepjaté ruce. Kostel je dlouhý 44,5 m a široký 27 m. Jako stavební materiál posloužil železobeton. Střecha je z měděného plechu. Interiér kostela je vytvořen se snahou o souzvuk moderní architektury a starého umění (zvláště gotiky a baroka). Vznikl za spolupráce několika výtvarníků, na koncepci se podílel i farář Josef Ondráček. Pražský umělec Karel Stádník navrhl oltář z bělošedého italského mramoru, ambon a sedes. Stejný oltář nalezneme také v bazilice sv. Markéty Břevnovského kláštera v Praze. Nad oltářem visí jednoduchý kříž, který společně s trojdílnou věží se třemi zvony symbolizuje Nejsvětější Trojici. Tento kříž je kopií kříže postranního oltáře kostela Matky boží před Týnem v Praze. Kruh, jenž uzavírá podvěží, je ozdoben holubicí, která má v zobáku eucharistii a je symbolem Ducha svatého. Nachází se zde také socha Panny Marie, kopie gotické madony ze Strakonicka.
Na obraze v závěru kostela je znázorněno zavraždění svatého Václava. Je to kopie barokního obrazu Petra Brandla od Jany Lukešové z Prahy. Obraz je zasazen do barokního pozlaceného rámu z konce 17. století. Ten byl restaurován Karlem Stádníkem poté, co ho zachránil ze zničeného kostela sv. Prokopa v Praze-Hlubočepích. I křížová cesta je dílem Karla Stádníka. Je zajímavá a neobvyklá tím, že znázorňuje nikoliv běžných 14 zastavení, ale 15. Poslední 15. zastavení znázorňuje zjevení vzříšeného Ježíše „nevěřícímu" učedníku Tomášovi. Ludvík Kolek navrhl též tmavé dubové lavice a svícen před oltářní menzou. Na dvou větších oknech je barevnými sklíčky znázorněn Křest Kristův (vlevo) a Snímání z Kříže (vpravo). Pak tu najdeme ještě dvě vitráže oken na kruchtě na téma Andělé svolávají k poslednímu soudu a Vzkříšení. Autorem těchto uměleckých oken je PhDr. Karel Rechlík. Varhany od firmy „Žloutek-Kubát“ byly posvěceny 28. září 1997.
Největší ze tří zvonů v kostelní věži se nazývá Santa Maria Bassanella, váží 752 kg a byl kostelu věnován od věřících ze Soave v severní Itálii. Druhý zvon sv. Václava váží 615 kg a darovali jej manželé Dohnalovi z USA. Třetí, nejmenší zvon sv. Josefa váží 311 kg a je od břeclavských farníků. V podzemních prostorách nalezneme zachované části základů původního gotického kostela.
Celá stavba stála 31,5 miliónů Kč. Peníze byly shromážděny od farníků této i jiných farností a od různých dárců ze zahraničí (Itálie, Rakousko, Německo). Redakce Církevních památek také připomíná, že o výstavbu nového kostela se osobně podílel P. Josef Ondráček, farář břeclavské farnosti.

## Galerie

Fotogalerie interiéru kostela
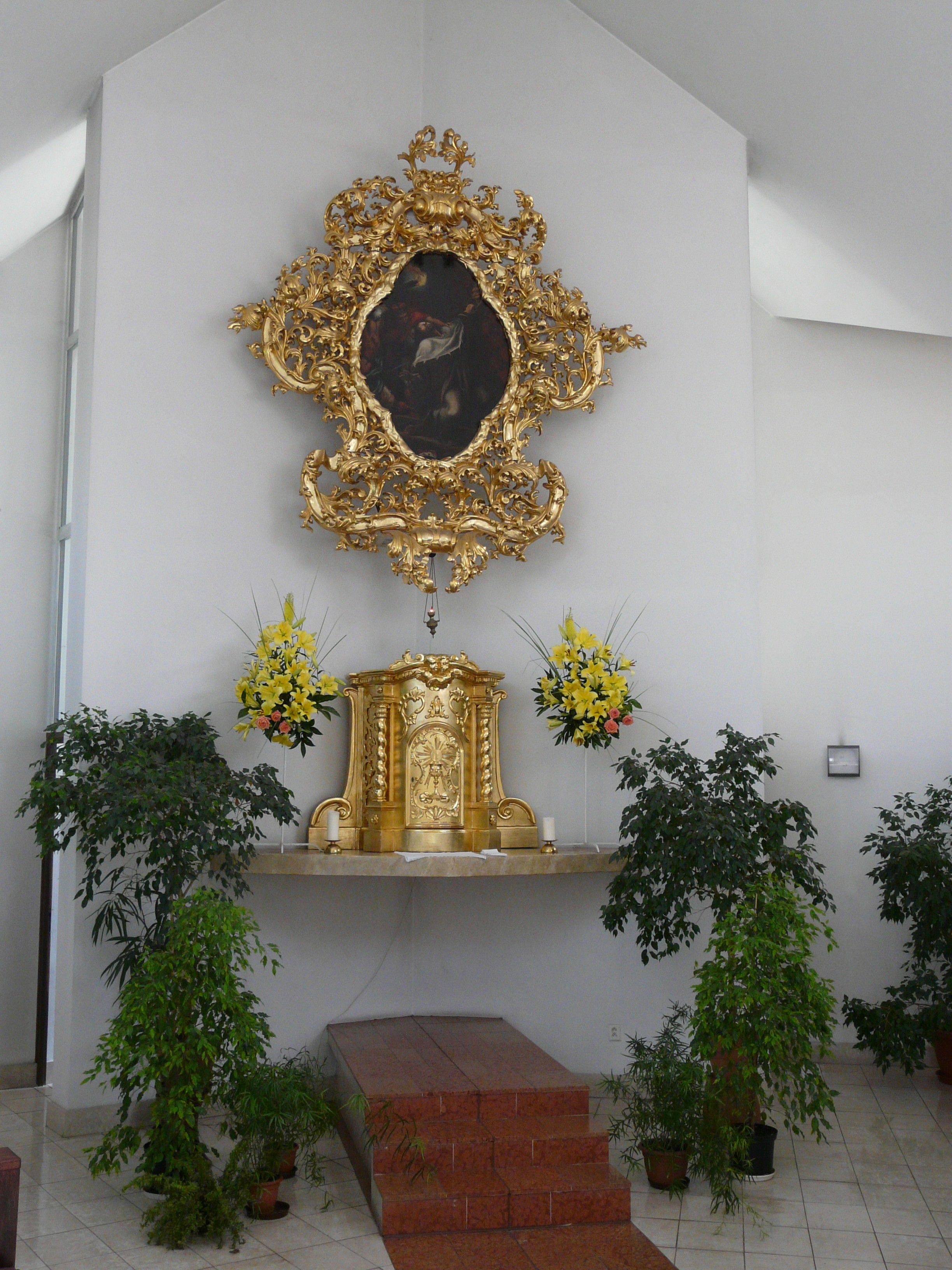
Tabernákl a obraz sv. Václava
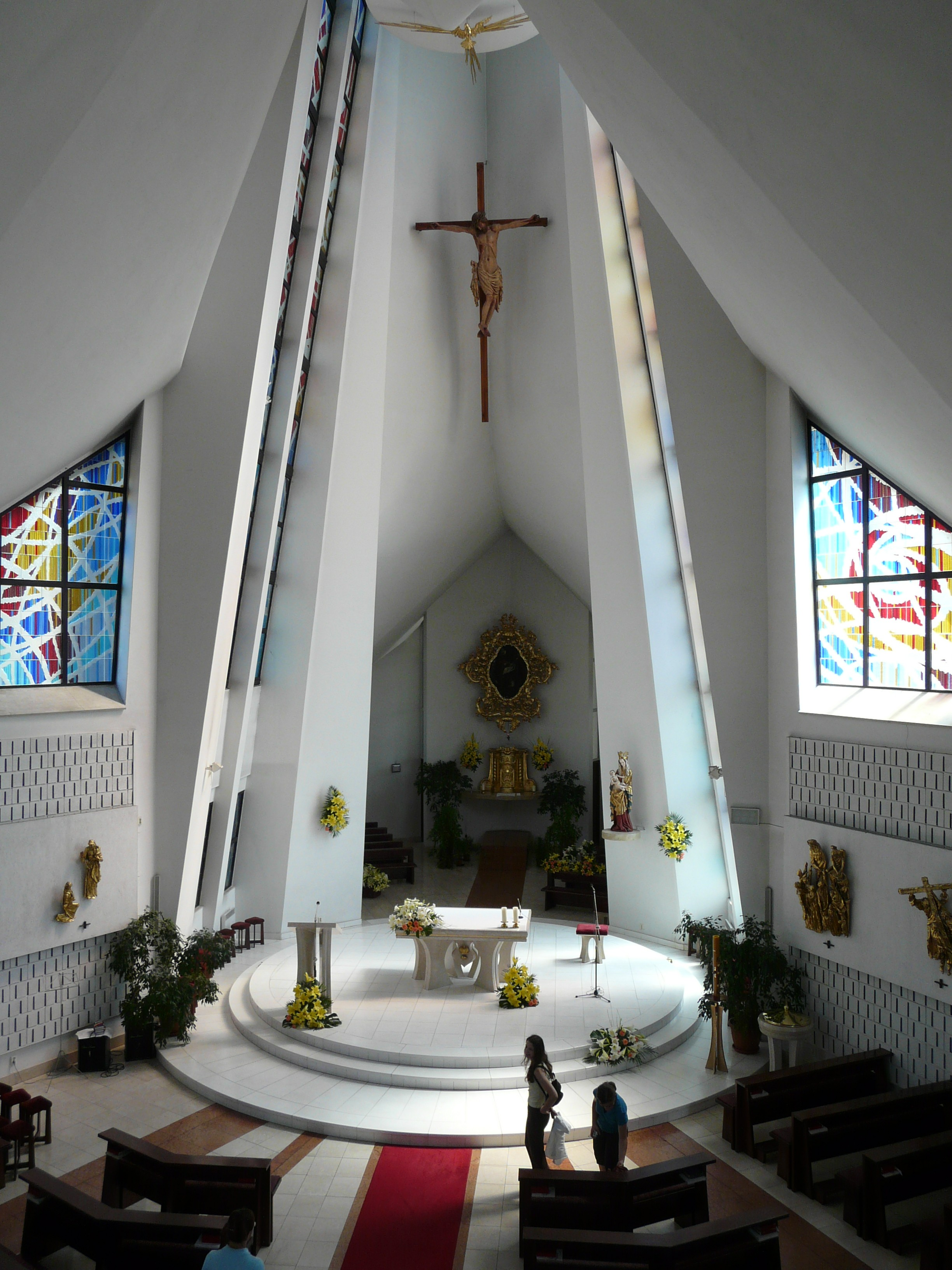
Interiér kostela
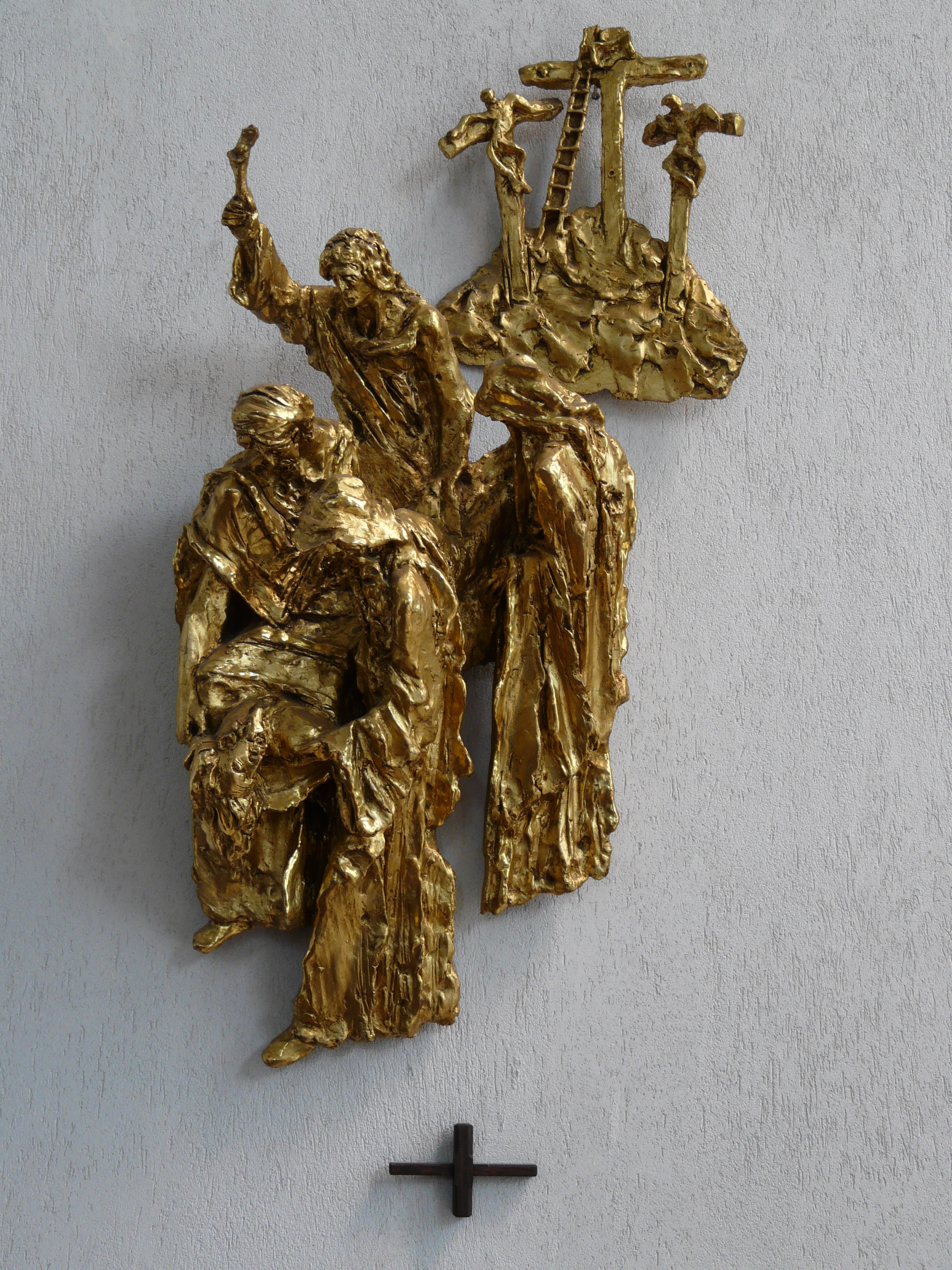
Křížová cesta od Karla Stádníka
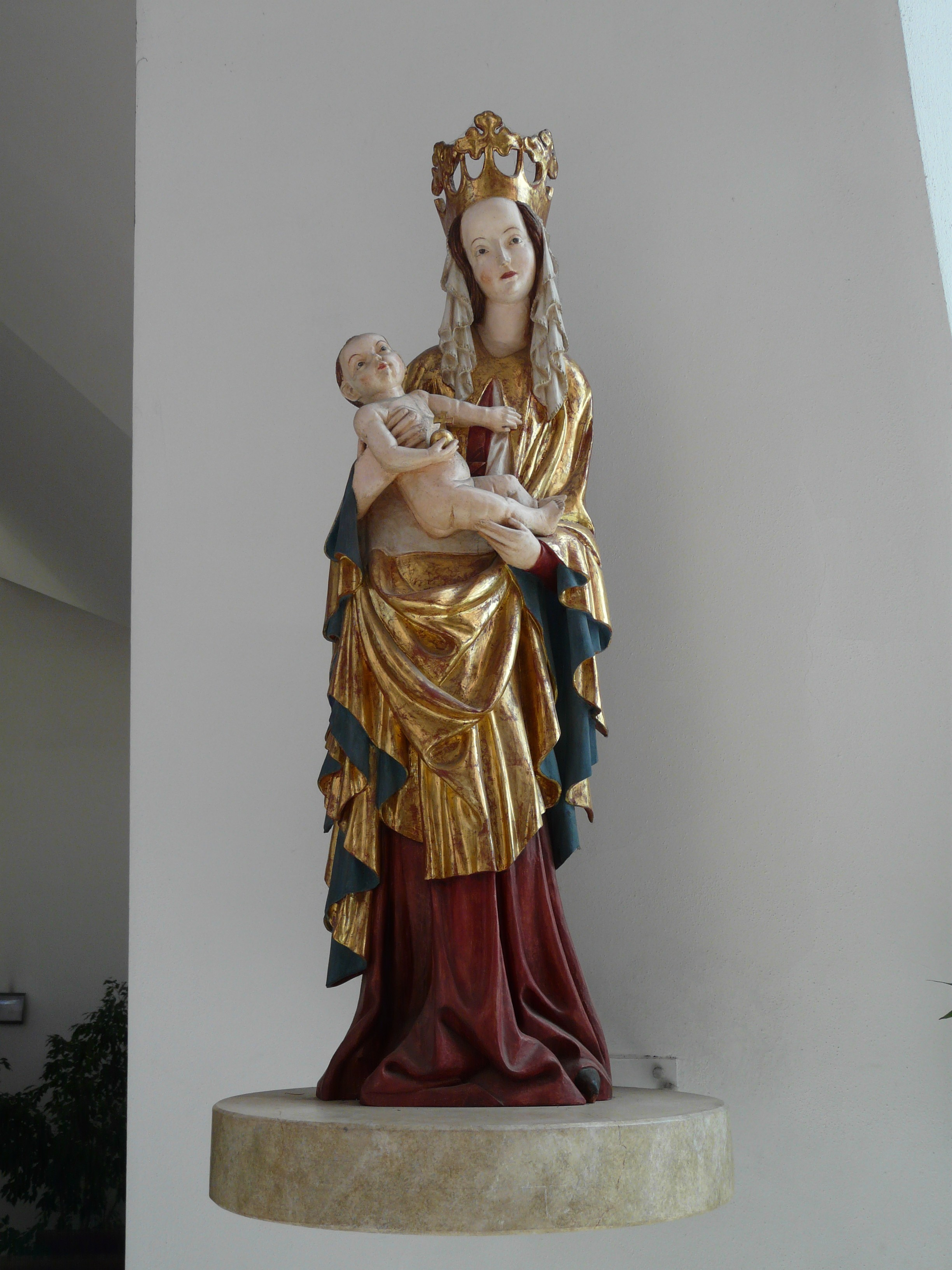
Kopie novogotické madony ze Strakonicka
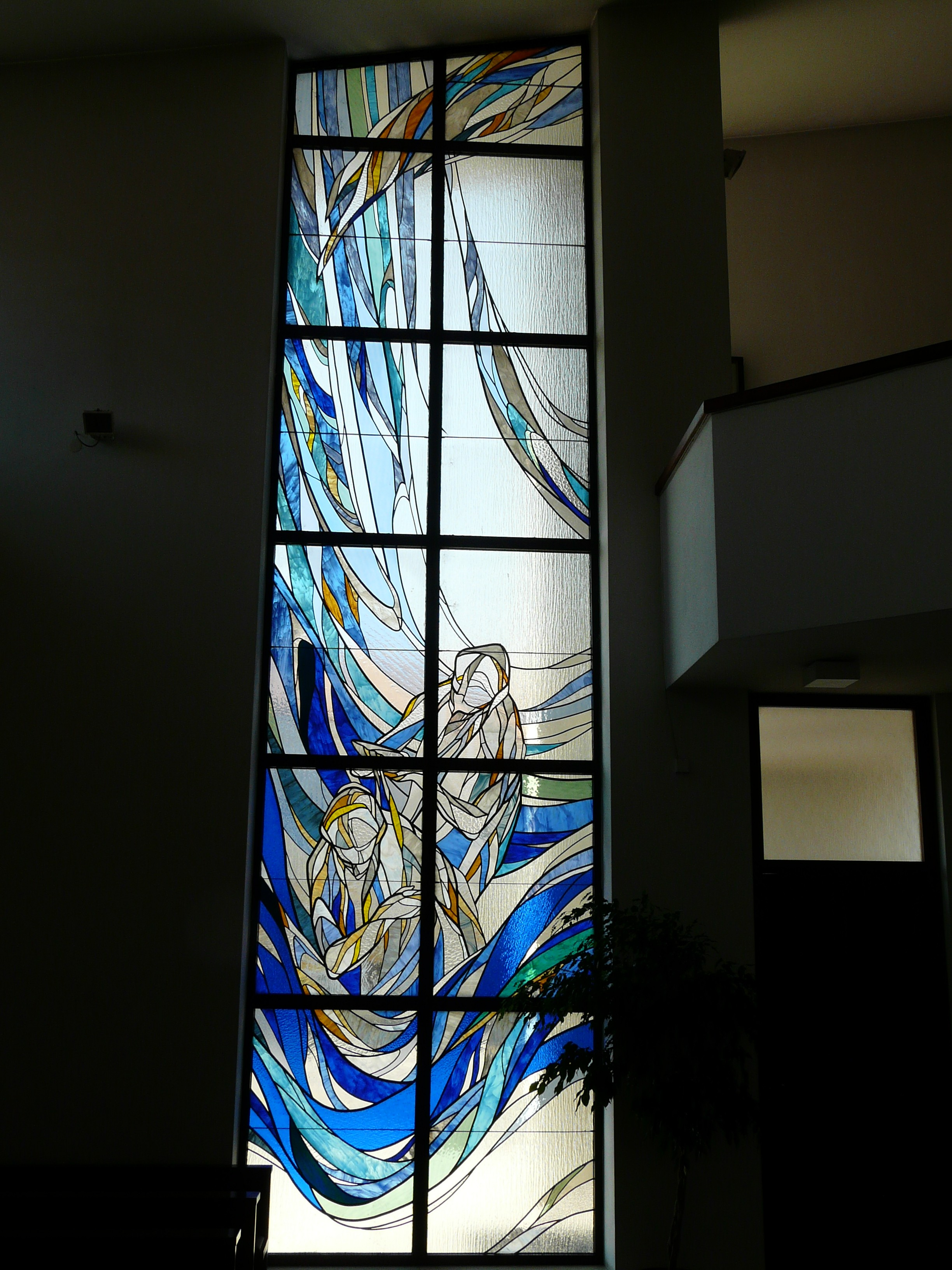
Zdobené okno s výjevem Ježíšova křtu
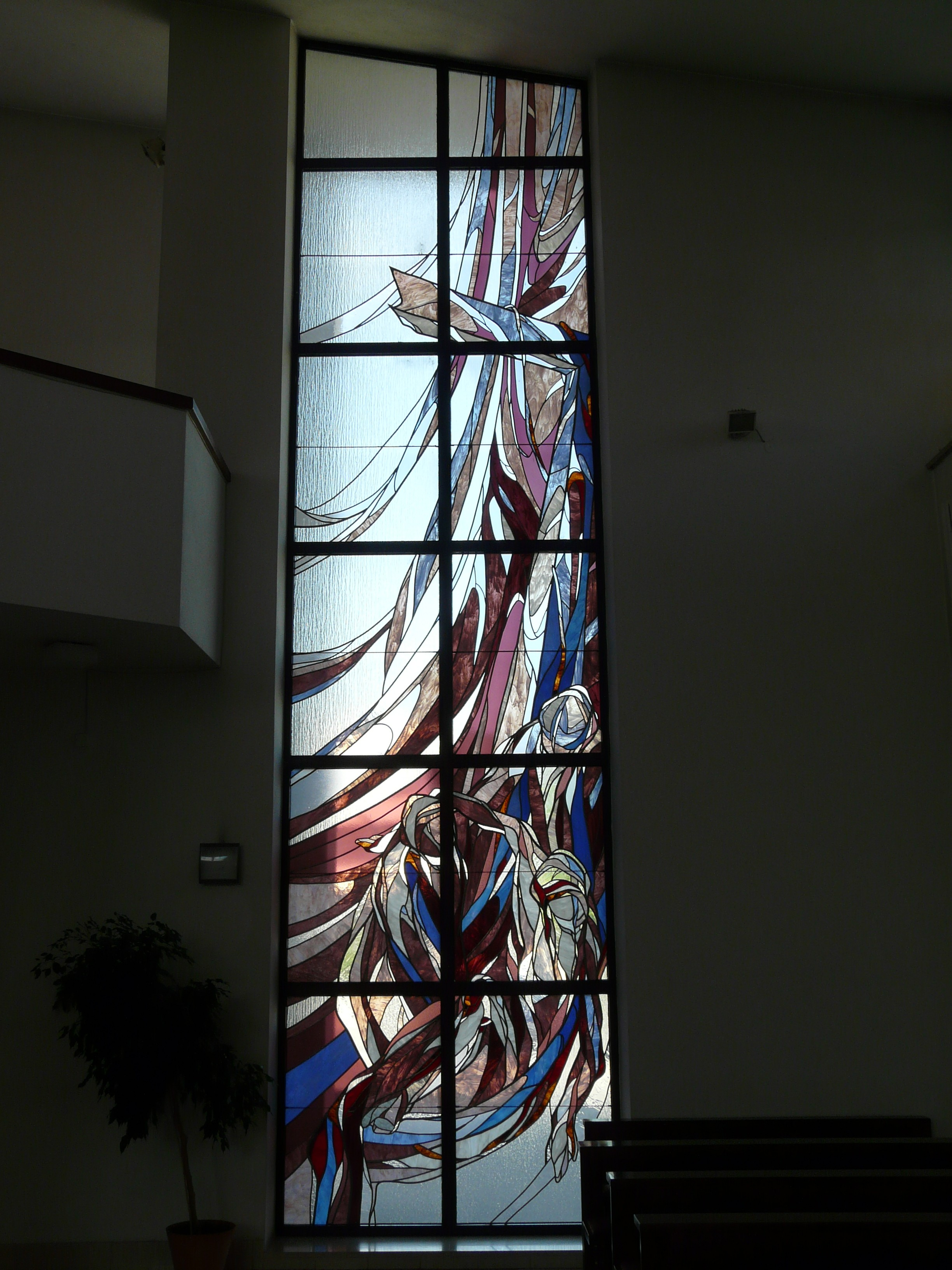
Zdobené okno s výjevem snímání z kříže